# 兵庫県の城
兵庫県の城（ひょうごけんのしろ）は、兵庫県内にかつてあった城館をとりまとめたものである。

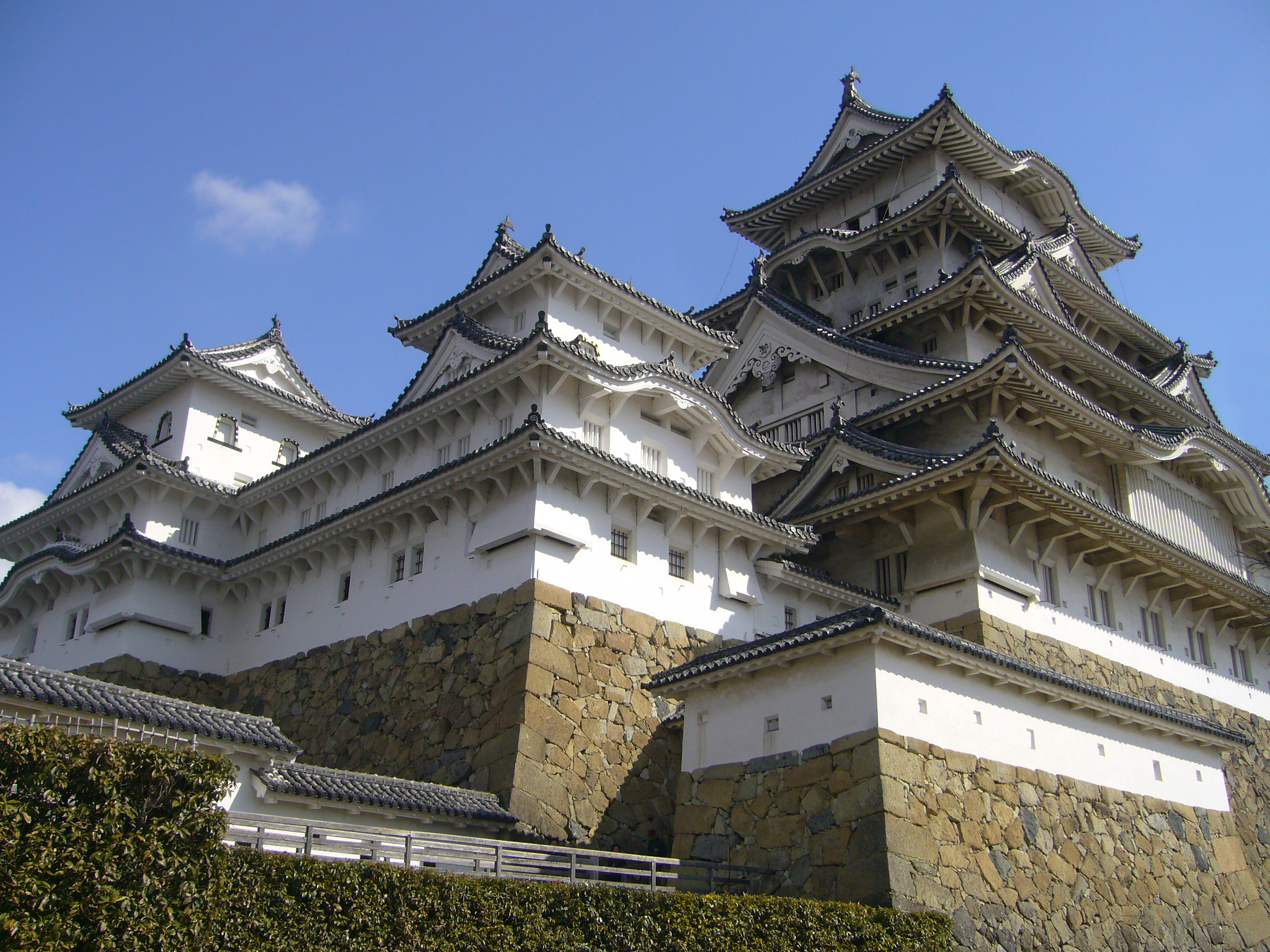
姫路城

## 尼崎市

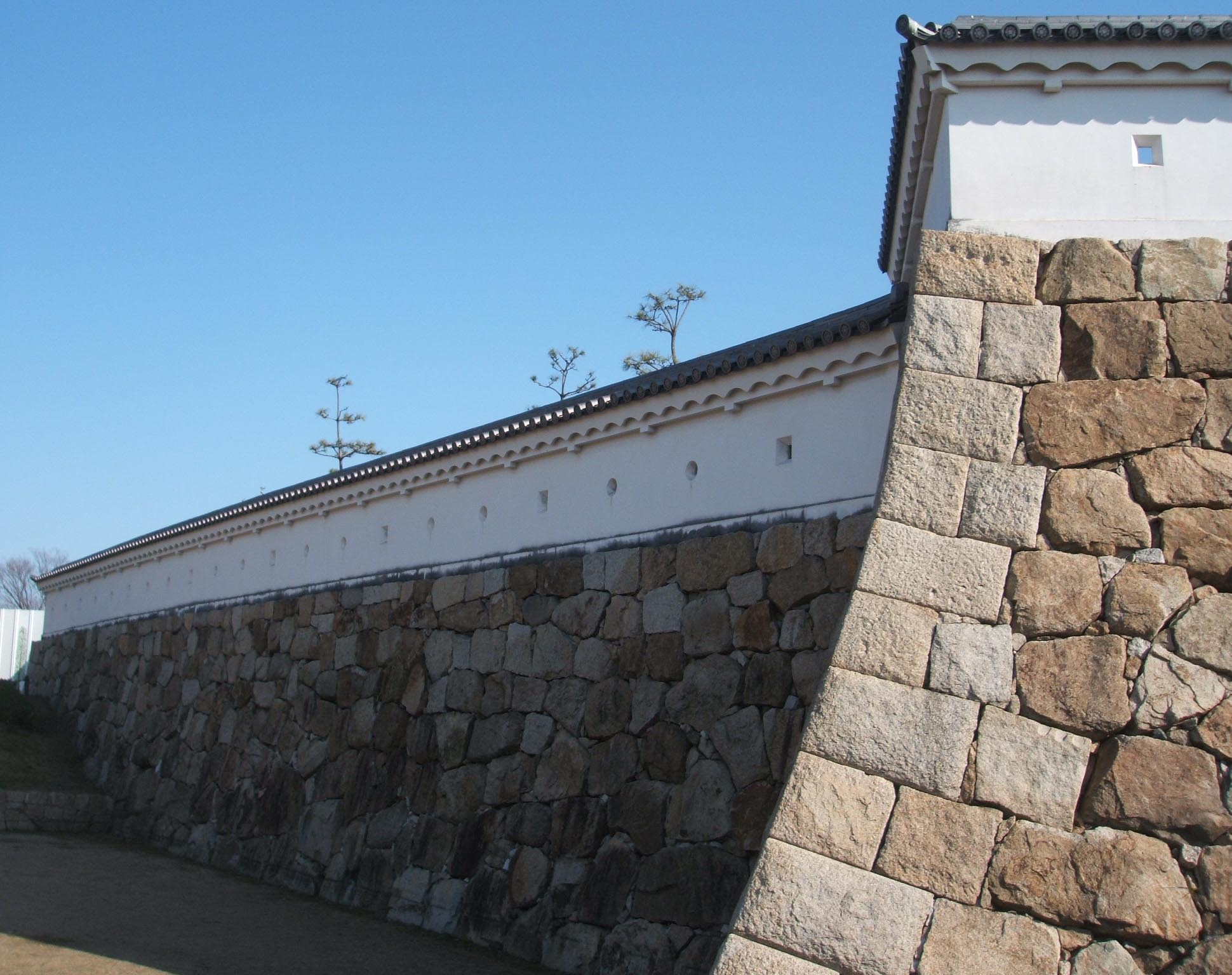
尼崎城（模擬復元）

- 尼崎城
- 大覚寺城
- 水堂陣屋
- 富松城
- 塚口城

## 伊丹市
- 有岡城（伊丹城）

## 川西市
- 山下城
- 新田城

## 宝塚市
- 小浜城

## 西宮市
- 西宮砲台
- 越水城
- 瓦林城
- 神呪寺城
- 鷲林寺城
- ガミヤ城
- 丸山城 (摂津国有馬郡)

## 芦屋市
- 鷹尾城

## 神戸市
- 平野城
- 摩耶山城
- 滝山城
- 花隈城
- 兵庫城
- 落葉山城
- 和田岬砲台
- 淡河城
- 萩原城
- 端谷城
- 伊川城
- 枝吉城
- 舞子砲台
- 松岡城
- 宅原城

## 三田市

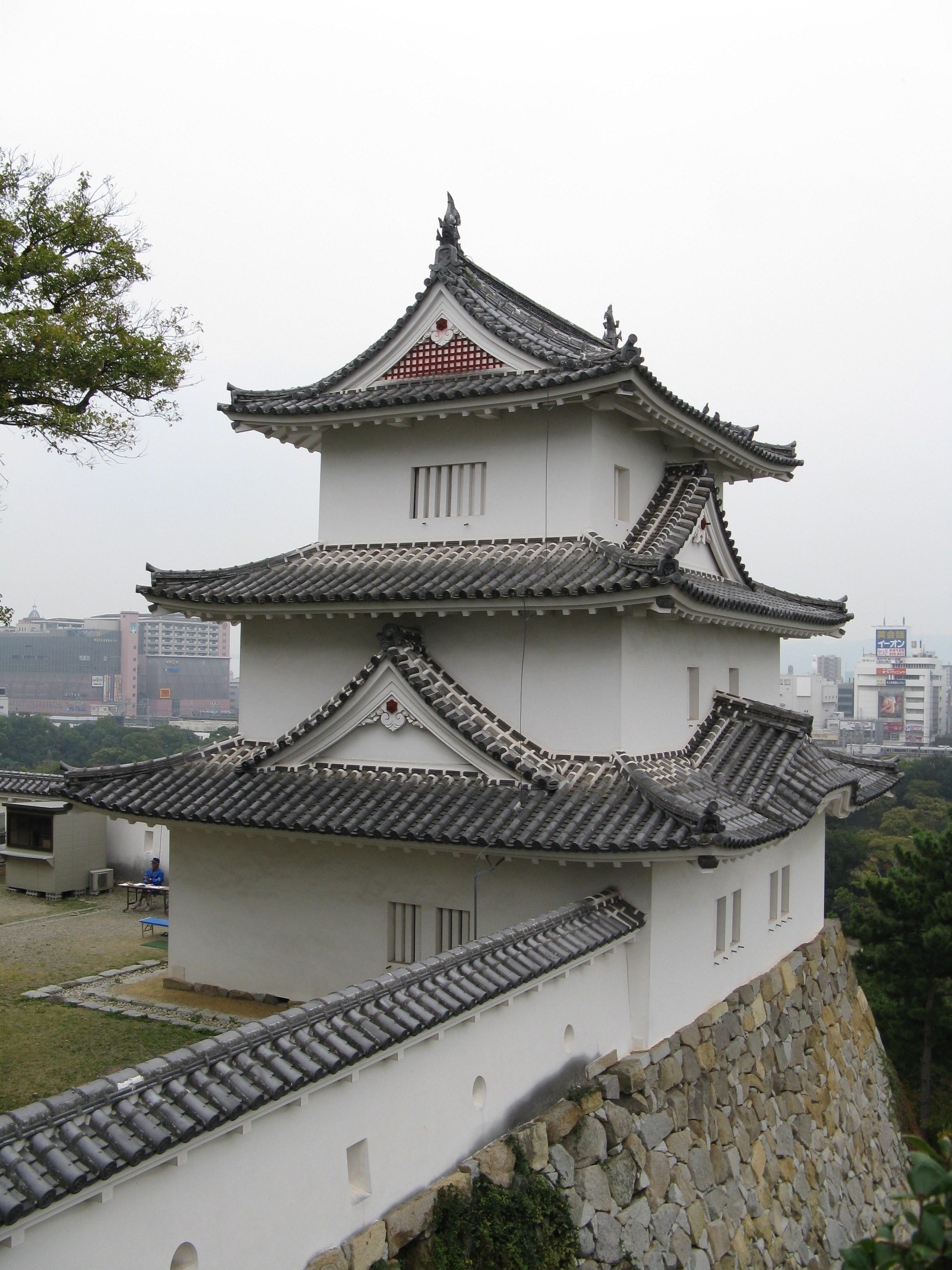
明石城の坤櫓

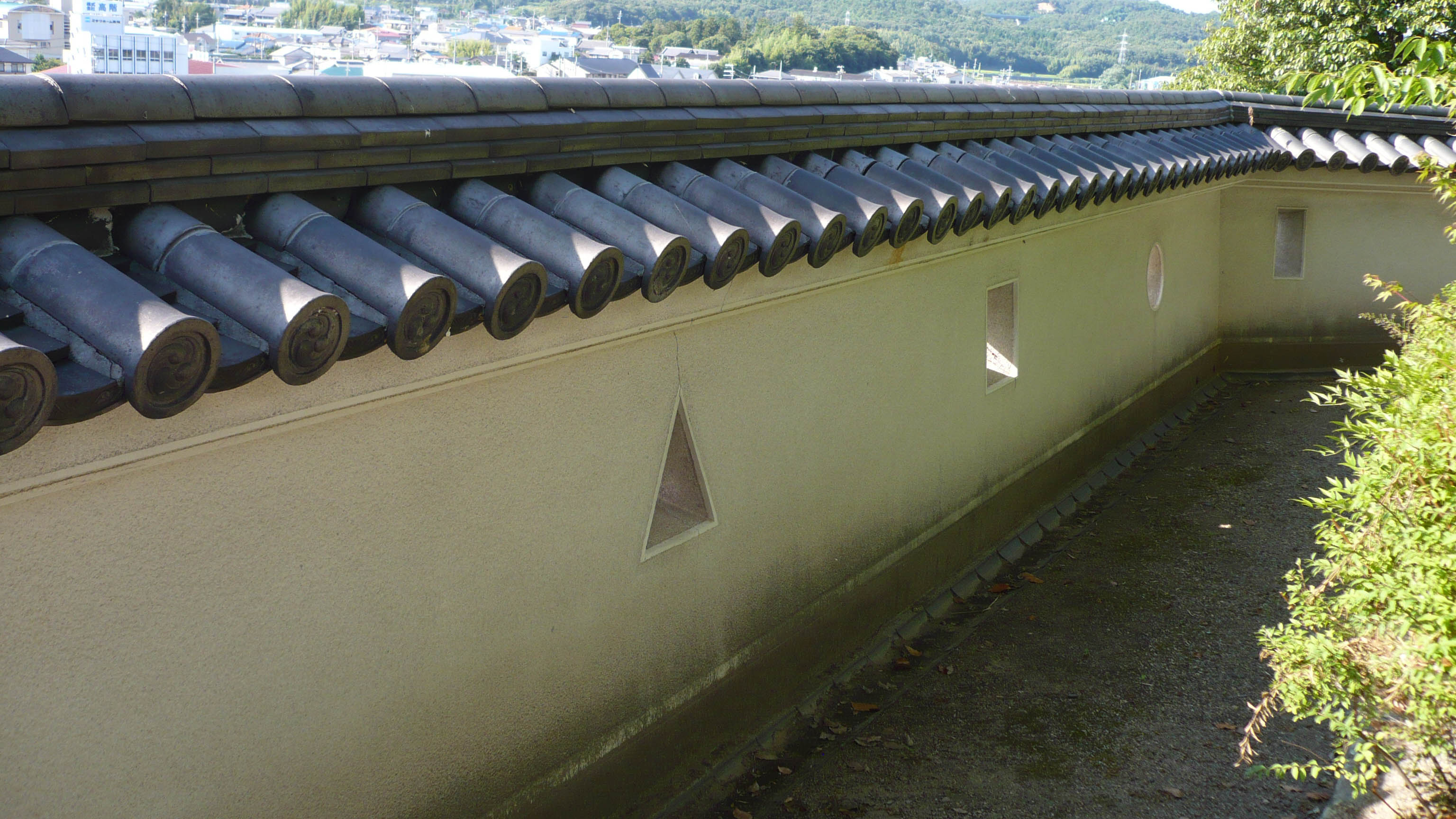
三木城の模擬城壁

- 東野上城
- 内神城
- 三田城
- 下田中城

## 明石市
- 明石城
- 船上城

## 三木市
- 三木城
- 平井山本陣

## 小野市
- 小野陣屋
- 金鑵城
- 屋口城
- 豊地城
- 小田城
- 河合城
- 堀井城

## 加東市
- 三草山城
- 三草陣屋
- 小沢城 (播磨国)（依藤城）

## 多可町
- 野間城
- 光龍寺山城

## 加古川市
- 野村城
- 西条城
- 古大内城
- 横倉城
- 石弾城
- 加古川城
- 神吉城
- 中道子山城
- 志方城

## 高砂市
- 高砂城
- 魚崎構居
- 小松原城

## 姫路市

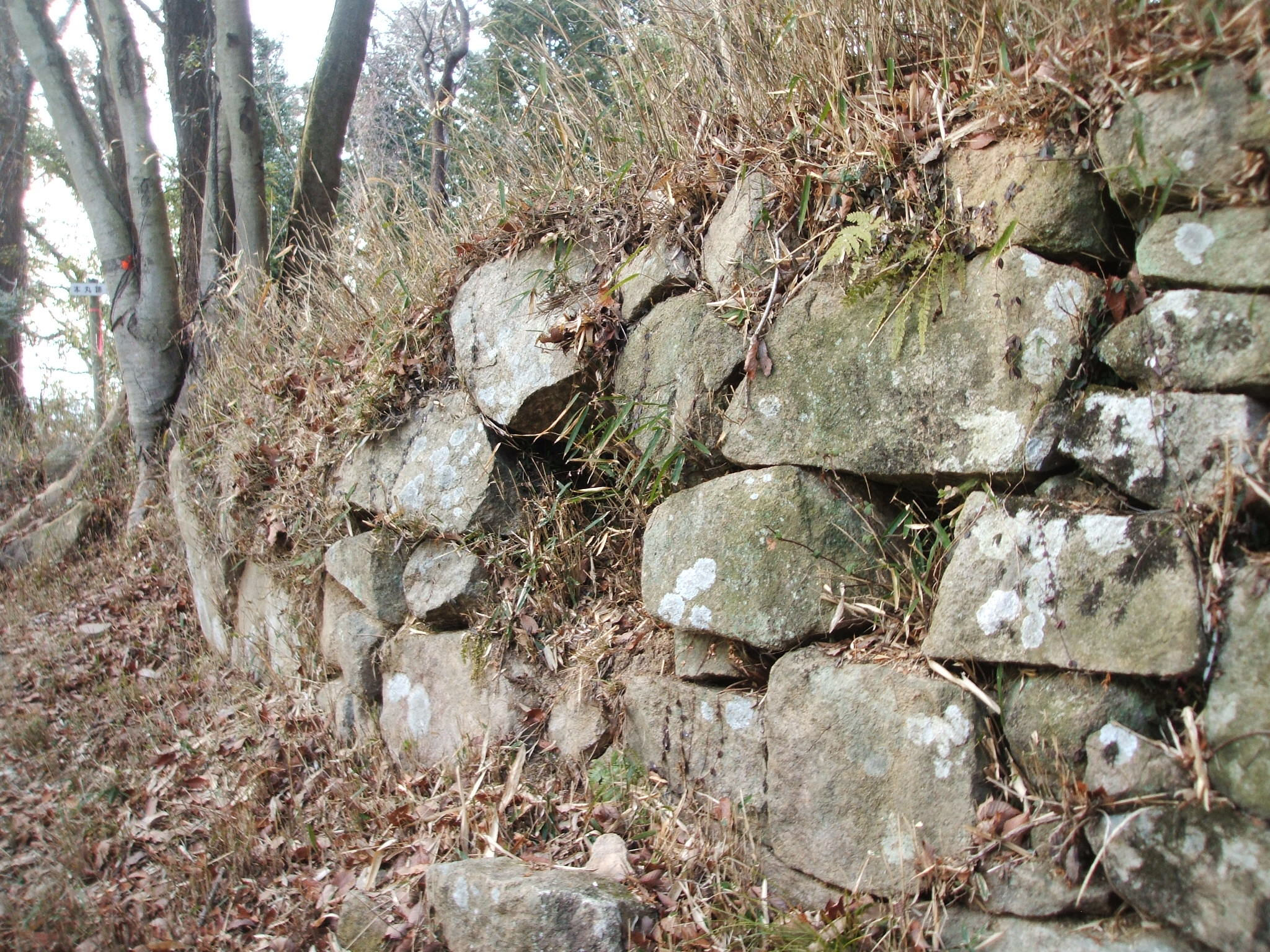
置塩城

- 大塩城
- 恒屋城
- 田野屋城
- 南山田城
- 的形城
- 御着城
- 姫路城
- 坂本城
- 妻鹿城
- 英賀城
- 網干陣屋
- 林田陣屋
- 飾磨砲台
- 置塩城

## 加西市
- 小谷城
- 満久城
- 千歳山城
- 野上城
- 青野城
- 土器山城
- 善防山城
- 西山城
- 殿原城
- 馬渡谷城
- 玉野構居
- 牛居構居
- 広原城
- 千歳山城
- 鎌倉山城
- 河内城
- 妙見山城
- 北条陣屋

## 神河町
- 福本陣屋

## 福崎町
- 春日山城

## 相生市

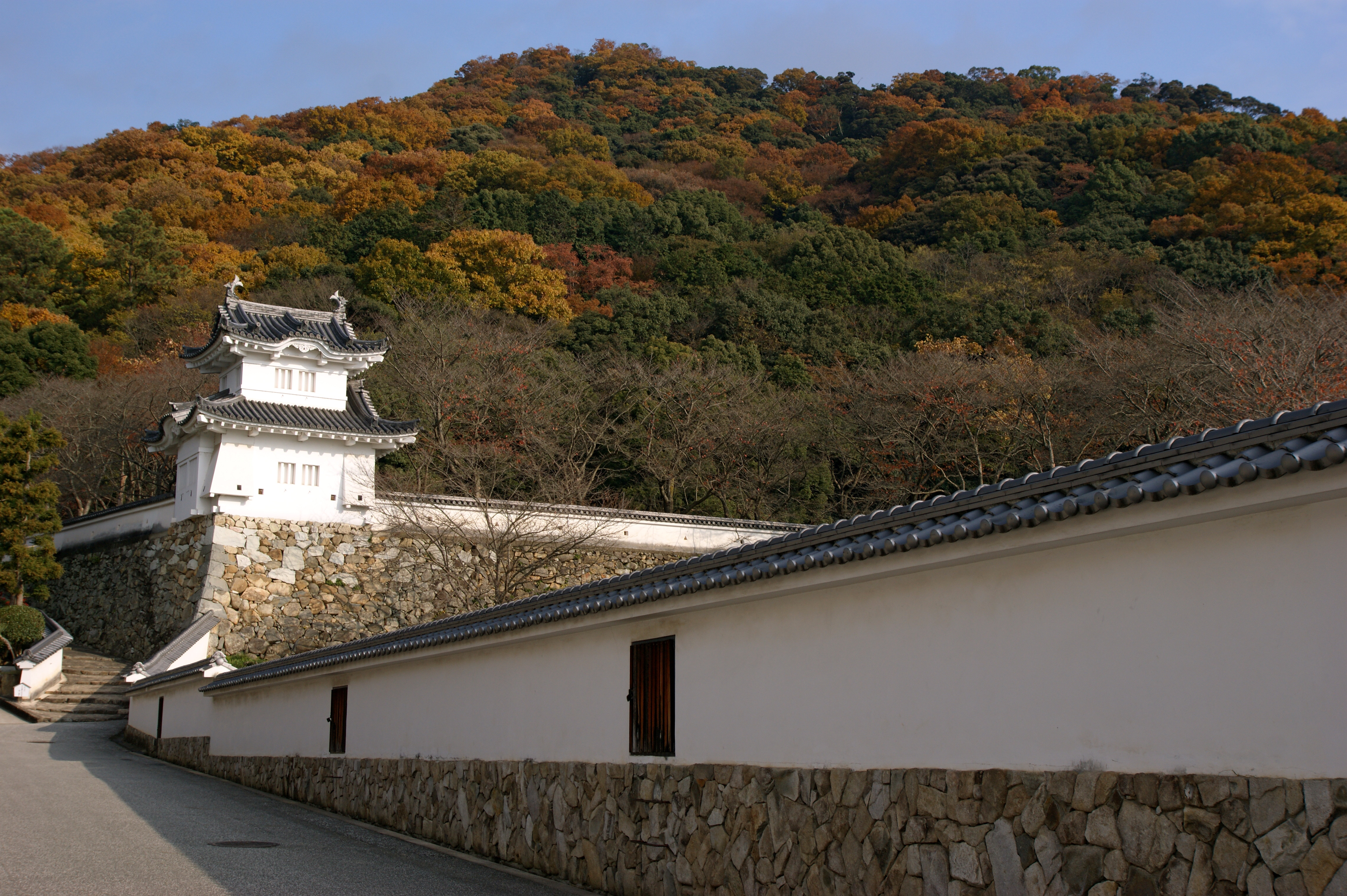
龍野城

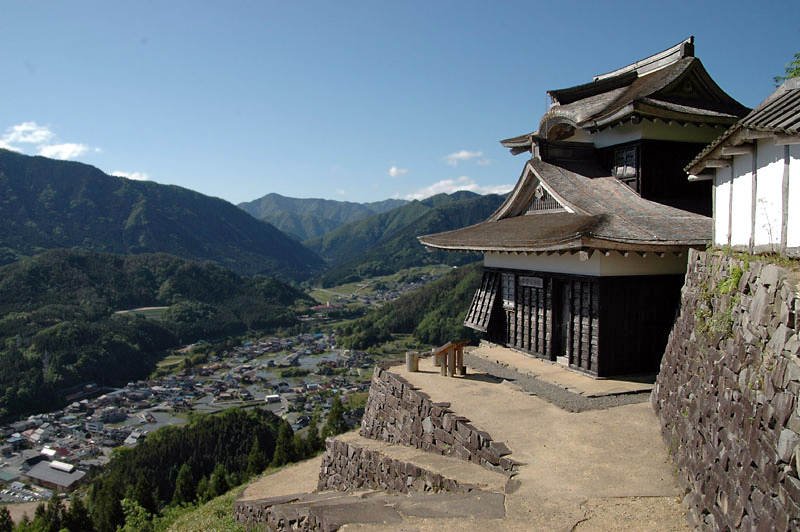
波賀城

- 大島城
- 若狭野陣屋
- 光明山城
- 感状山城

## たつの市
- 龍野城
- 鶏籠山城
- 城ノ山城
- 香山城
- 室山城

## 宍粟市
- 山崎城 (播磨国)
- 長水城
- 篠ノ丸城
- 波賀城

## 佐用町

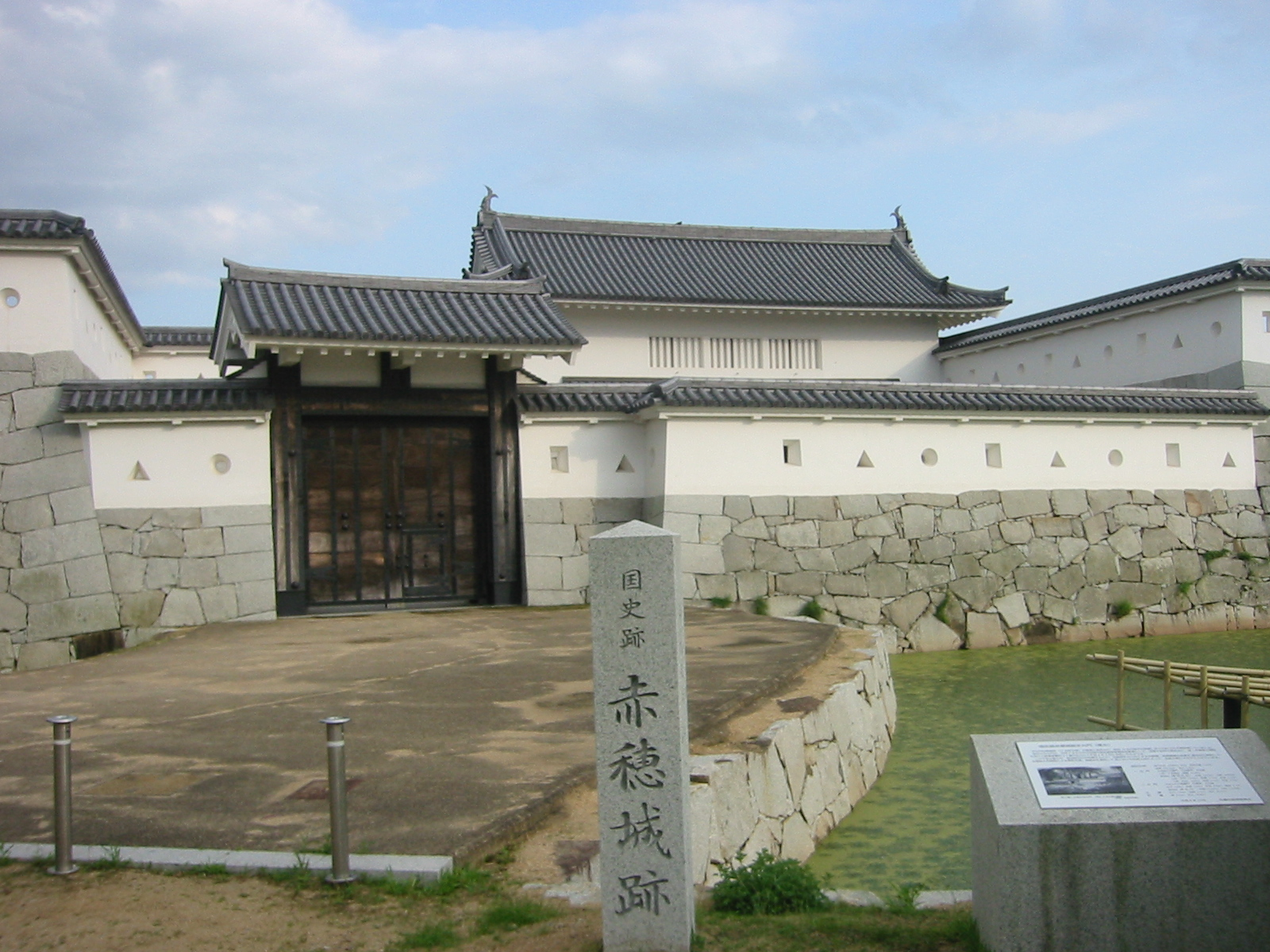
赤穂城

- 三日月陣屋
- 利神城
- 長谷高山城
- 佐用構
- 福原城
- 上月城
- 仁位山城
- 飯野山城
- 浅瀬山城

## 赤穂市
- 赤穂城
- 坂越浦城
- 茶臼山城 (播磨国)
- 尼子山城

## 上郡町

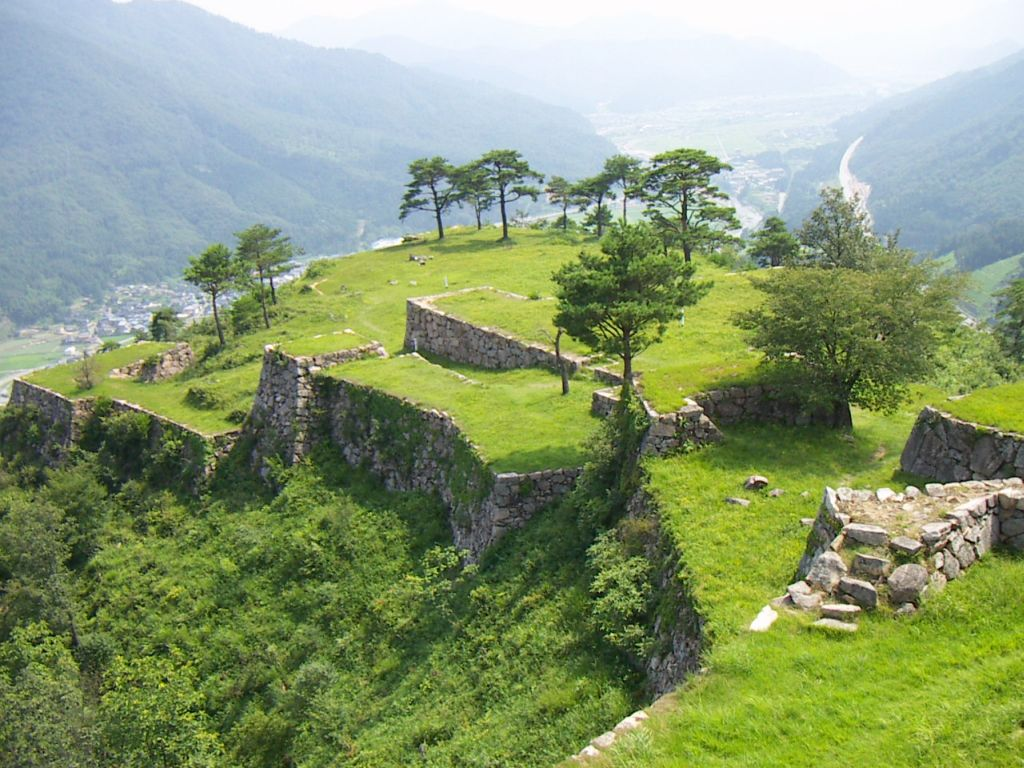
竹田城

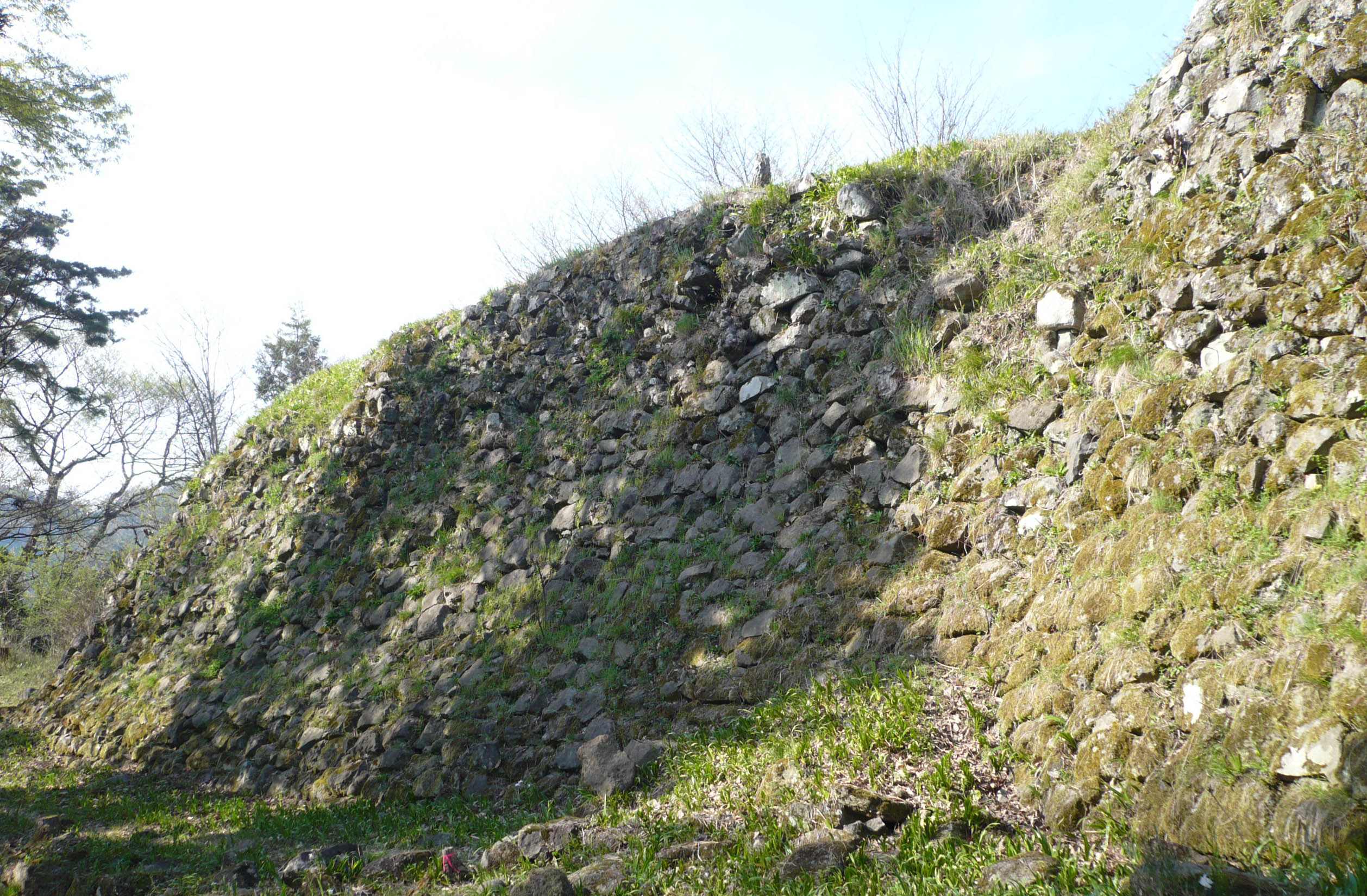
八木城

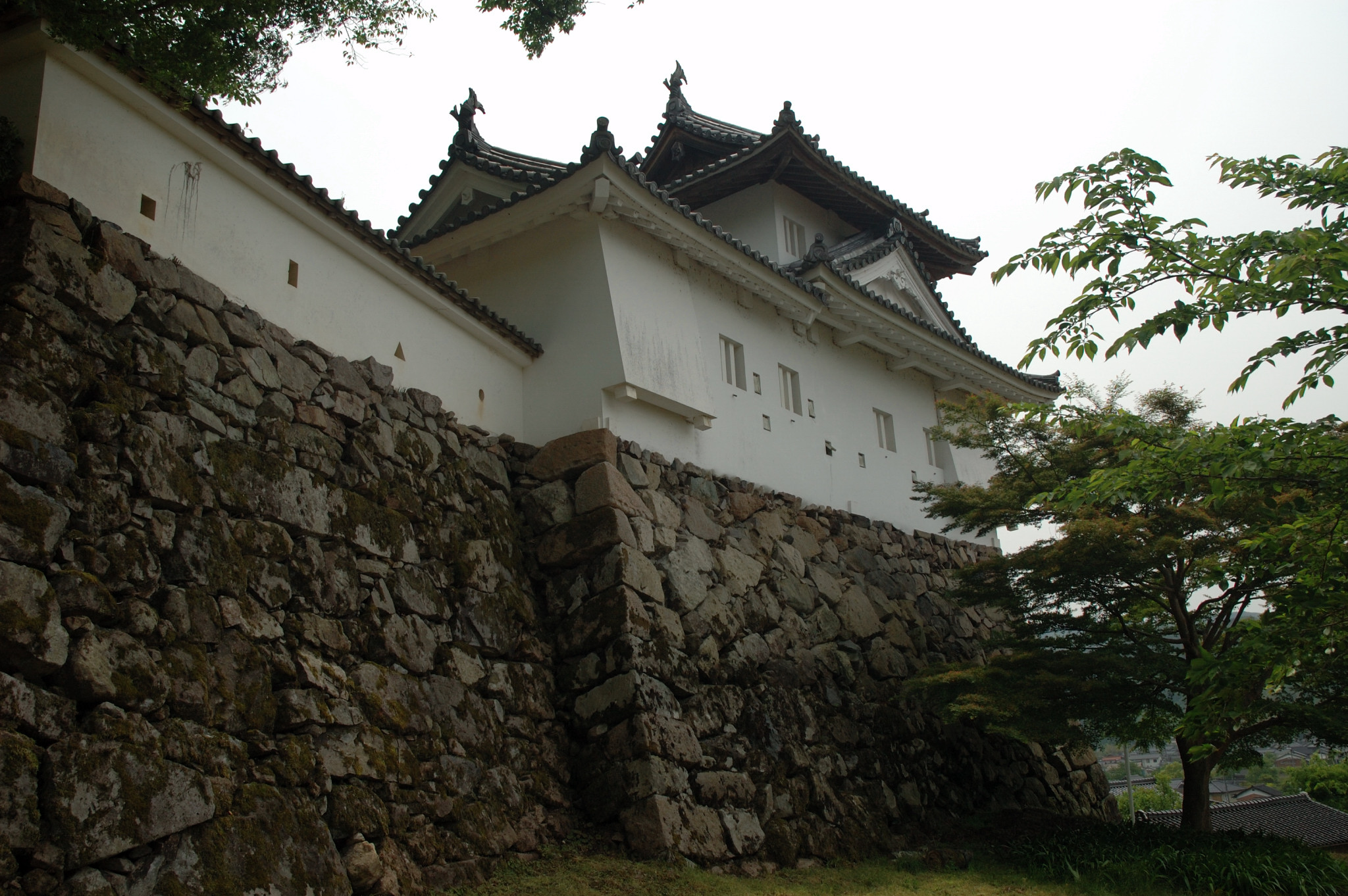
出石城

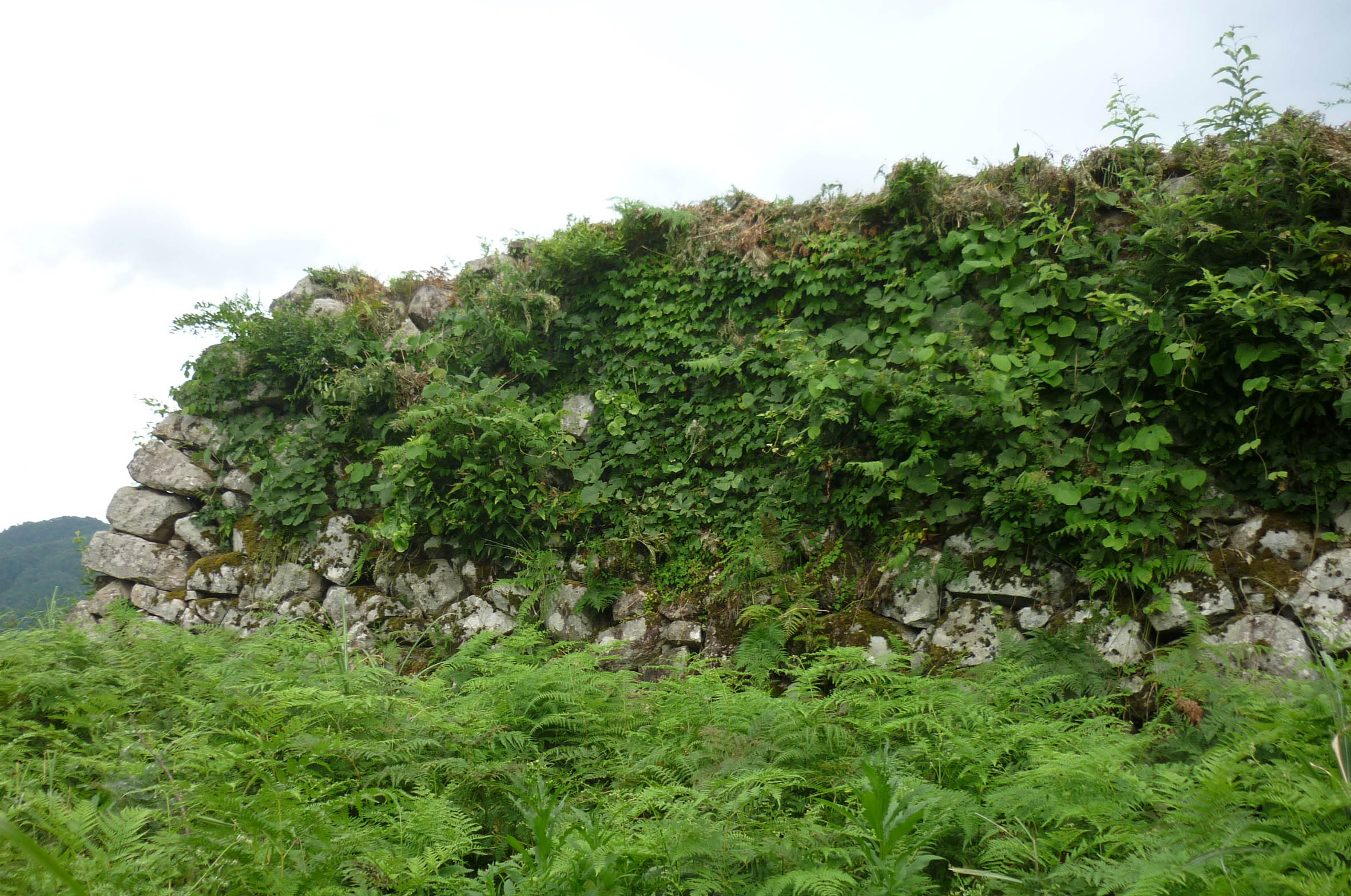
有子山城の本丸下の石垣

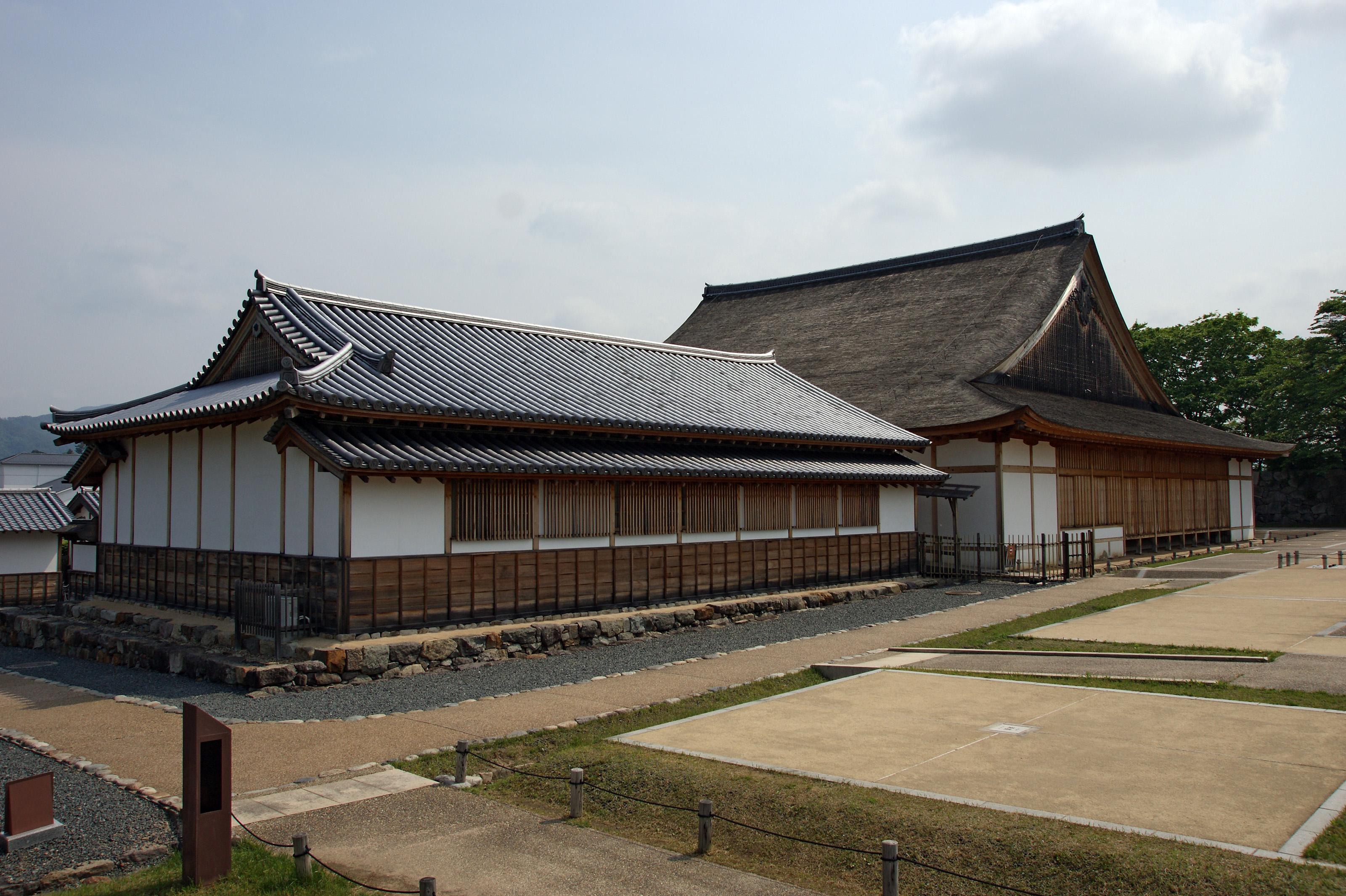
篠山城

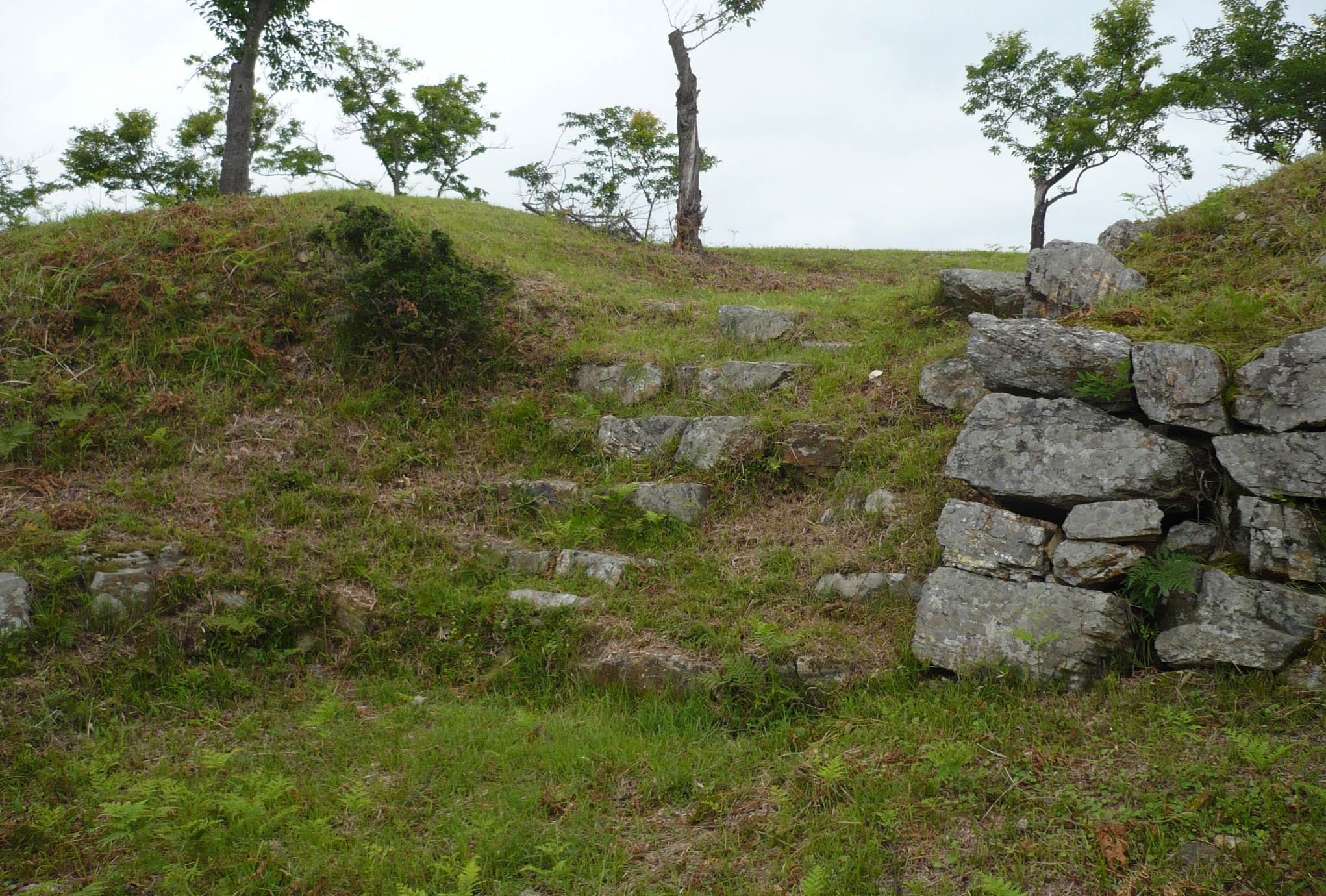
黒井城

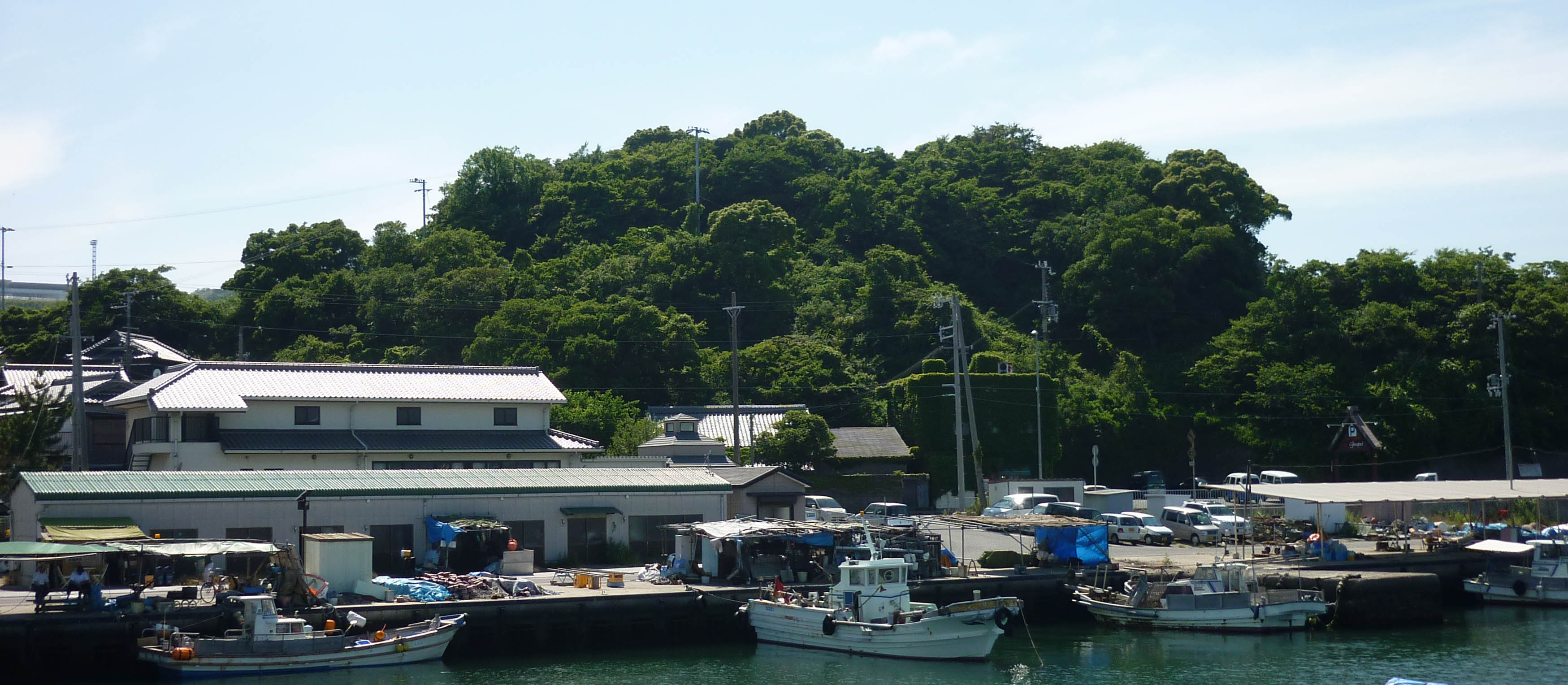
岩屋城

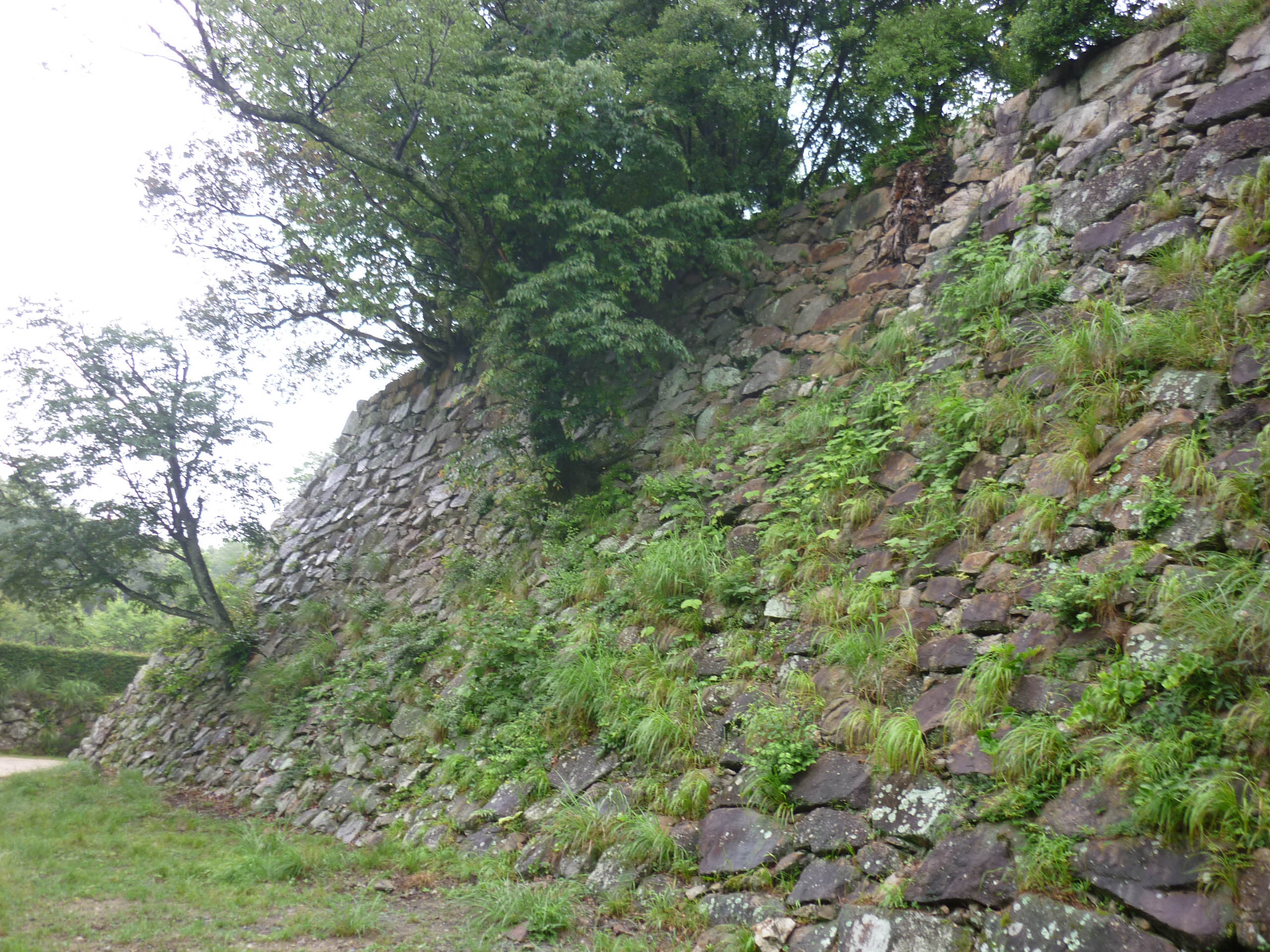
洲本城本丸下石垣

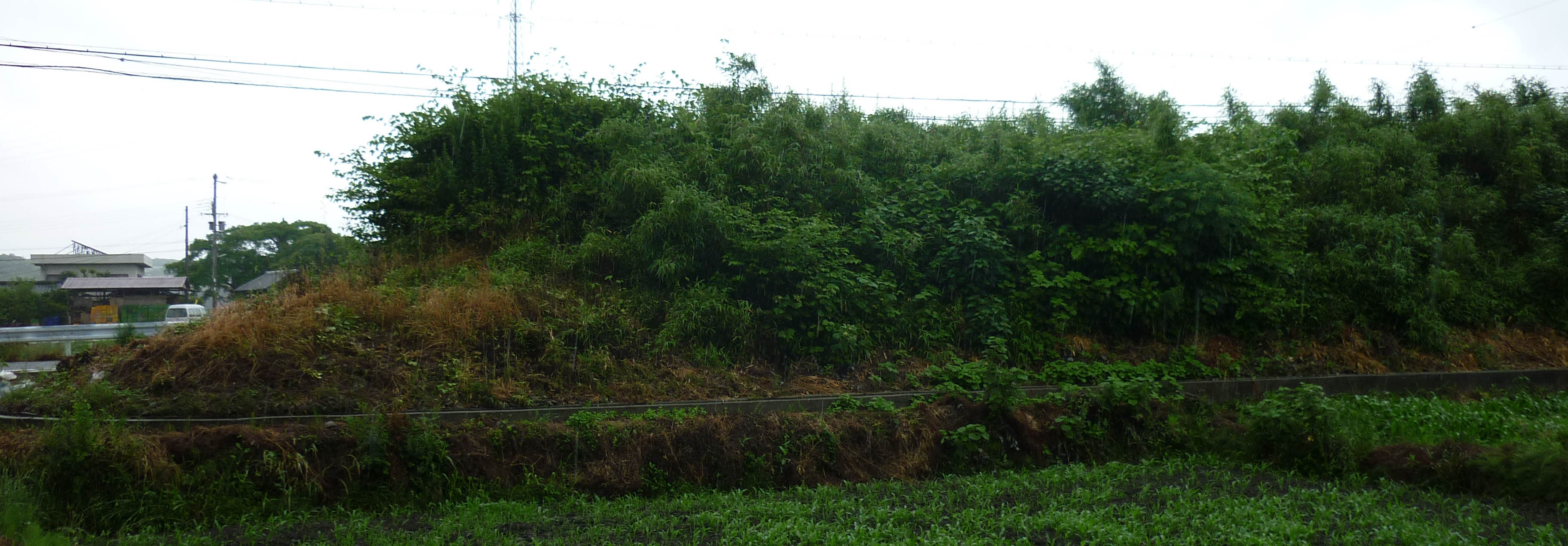
養宜館の土塁跡

- 白旗城
- 苔縄城
- 駒山城

## 朝来市
- 生野城
- 竹田城
- 糸井陣屋
- 土田陣屋

## 養父市
- 八木城
- 朝倉城
- 朝倉向山城
- 宿南城

## 豊岡市
- 出石城
- 有子山城
- 此隅山城
- 亀ヶ城
- 沢田城
- 三開山城
- 豊岡城
- 鶴城
- 轟城
- 宵田城
- 楽々前城
- 水生城

## 香美町
- 大野城
- 林甫城
- 館山城
- 村岡陣屋

## 新温泉町
- 温泉城
- 清富陣屋

## 丹波篠山市
- 篠山城
- 八上城
- 栗栖野城
- 油井城
- 大沢城
- 高仙寺城
- 南矢代城
- 波賀野城
- 大山城
- 荒木城
- 籾井城
- 八百里城
- 般若寺城
- 秦氏土居内
- 沢田城
- 金山城
- 内場山城

## 丹波市
- 友政城
- 余田城（誉田城）
- 山垣城
- 氷上城
- 野村城
- 黒井城
- 柏原陣屋
- 高見城（丹波国）
- 岩尾城
- 玉巻城
- 後谷城
- 朝日城

## 淡路市
- 岩屋城
- 郡家城
- 柳沢城
- 志筑城

## 洲本市
- 白巣城
- 炬口城
- 洲本城
- 由良城

## 南あわじ市
- 栗原城
- 志知城
- 養宜館
- 叶堂城
- 前山城
- 上田城
- 柿の木谷城